# مختبر دكستر
مختبر دكستر (بالإنجليزية: Dexter's Laboratory)‏ مسلسل رسوم متحركة من تأليف جندي تارتاكوفسكي لقناة كرتون نتورك ومن إنتاج شركة هانا-باربيرا الأمريكية وكرتون نتورك ستوديوز، وبثته قناة كرتون نتورك بين الأعوام 1996 و1999 ثم من 2001 حتى 2002 ويتكون من 78 حلقة، في الدول العربية تم عرضه لأول مرة على ولكن في عام 2010 بدأ على قناة كارتون نتورك بالعربية بدبلجةالبنانية ايمدج برودكشن هاوس 
يحكي المسلسل قصة دكستر، وهو طفل عبقري عمره 8 سنوات لديه مختبر سري متطور تحت غرفة نومه يخفيه عن والديه ويحاول فيه اختراع أمور متنوعة. أخت دكستر «دي دي» تزعجه على الدوام وتقوم بتخريب اخترعاته عن غير قصد. عدو دكستر اللدود هو طفل عبقري آخر اسمه مندارك وهو جار دكستر وزميله في الفصل. ويحب في سره أخت دكستر دي دي.

## الشخصيات
- دكستر: هو ولد صغير وذكي يحب الاختراع ولكن عند محاولة اختراع شيء ما تفشله أخته دي دي وهو عبقري هو بالفعل ذو عقل مثالي ونظيف أيضا يشعر أحيانا بالكره تجاه دي دي لأنها تخرب مخططاته بغباء لكن هو أيضا يخفي حبه لها لأنها تساعده في أكثر الأحيان عندما يقع في المصائب نتيجة اختراعاته، له شعر برتقالي قصير ويمتاز بقصر قامته.

مؤدية الصوت: كريستين ساندبرغ (في موسمين الأول والثاني وست حلقات في موسم الثالث)، كاندي ميلو، ممثلو الصوت في مدبلجة العربية: أمل عمران للنسخة السورية وسمارة نهرا للنسخة اللبنانية
- دي دي: هي الأخت الكبرى لدكستر دائما تفشل مخططاته وهي تحب اللعب مع صديقتين لها واللعب بحصانها الدمية.

ديدي لها شعر أشقر كما أنها طويلة وعيناها زرقاوان.
مؤدية الصوت: أليسون مور (في المواسم الثالثة)، كات كريسيدا، في الدبلجة العربية: بصوت مجد ظاظا في النسخة السورية وإليز نصر في النسخة اللبنانية
- الأم: هي نظيفة ومرتبة وتكره القاذورات وهي فعلا أم مثالية، مؤدية الصوت: كاث سوسي، في النسخة العربية: روزي الغولي للنسخة اللبنانية
- الأب: هو والد دكستر لا يفعل شيئا غير قراءة الصحف وشرب القهوة ونزهة الأولاد وأحيانا ما يذهب لعمله، وهو كسول جدا، مؤدي الصوت: جيف بينيت، في الدبلجة العربية: بصوت ميلاد رزق في النسخة اللبنانية
- ماندارك: اسمه الحقيقي هو سوزان وهو منافس دكستر الوحيد والذي يحاول إفشال مخترعاته باختراعاته وهو مشهور بضحكته المميزة كما أنه يحب ديدي كثيرا بدون علمها، مؤدي الصوت: إدي ديزن، مدبلج العربي: عبدو حكيم في النسخة اللبنانية
- مونكي: قرد تجارب في مختبر دكستر وهو دائما قرد عادي إذا كان دكستر موجود في المختبر أما إذا كان خارج المختبر تحصل مفاجأة لا يمكن توقعها مونكي يتحول إلى بطل خارق.
- شخصيات أبطال العدالة: ثلاثة شخصيات كوميدية يسعون إلى تحقيق العدالة في العالم ولكن عن طريق الأشغال المنزلية.

وهؤلاء الأبطال بالترتيب هم:
- - ميجر غلوري: وهو البطل الأول من أبطال العدالة وهو المسيطر على المجموعة، مؤدي الصوت: روب بولسن، مدبلج العربي: مأمون الفرخ (الصوت الأول)، محمد حداقي (الصوت الثاني) في النسخة السورية، داني بستاني في النسخة اللبنانية
  - فال هالن: تستمد قوته عن طريق آلاته الموسيقية عندما يعزفها، مؤدي الصوت: توم كيني، مدبلج العربي: عماد فغالي في النسخة اللبنانية
  - كرانك: وهو أضخم وأغبى فرد في المجموعة ومن المستحيل هزيمته إذا هاجم، مؤدي الصوت: فرانك ويلكر مدبلج العربي: سعيد ماضي في النسخة اللبنانية

## الفيلم
مختبر دكستر رحلة ايغو (فيلم)

## روابط خارجية
- مختبر دكستر على موقع IMDb (الإنجليزية)
- مختبر دكستر على موقع ميتاكريتيك (الإنجليزية)
- مختبر دكستر على موقع روتن توميتوز (الإنجليزية)
- مختبر دكستر على موقع ميوزك برينز (الإنجليزية)
- مختبر دكستر على موقع فيلمافينيتي (الإسبانية)
- مختبر دكستر على موقع كينوبويسك (الروسية)
- مختبر دكستر على موقع ألو سيني (الفرنسية)
- مختبر دكستر على موقع قاعدة بيانات الفيلم (الإنجليزية)